# Zouk (série télévisée d'animation)
Zouk est une série d'animation française adaptée d'un bande dessinée homonyme de Serge Bloch et Nicolas Hubesch, produite par Normaal et diffusée depuis le 23 octobre 2021 sur Canal+ Kids.

## Distribution
- Anna Mayoux : Zouk
- Elena Plonka : Nono
- Jeanne Chartier : Salsepareille, Mamizak, Sœurs pareilles, Ogresses, Samantha
- Patrice Dozier : M. Potiron
- Jérôme Pauwels : Noyau
- Jérémy Prévost : Salulega
- Version originale
  - Studio : Normaal (Standaard)
  - Direction artistique : Luq Hamet